# Dick van Deelen
Dick van Deelen is een voormalige Nederlandse radio-dj bij Radio 10 Gold. Sinds 2006  was hij bij de kabelzender te horen in het weekend met een eigen programma. Naast zijn werk bij Radio 10 Gold is hij ook music-director bij Radio Digitaal, het digitale platform van Talpa Radio. In 2015 is Van Deelen werkzaam bij Radio 538. 
Voor hij naar Talpa ging maakte hij een dagelijkse middagshow op Stadsradio Rotterdam. Ook werkte hij voor een aantal lokale omroepen waaronder Radio 9 en Radio Vrolek. Bij Radio Vrolek is hij als 17-jarige jongen met het draaien van muziek begonnen.